# سلامة بسيسو
محامي فلسطيني، يشغل منصب الأمين العام المساعد لأتحاد المحامين العرب ولد في مدينة غزة بتاريخ 2-8-1961 حصل على ليسانس حقوق من جامعة القاهرة سنة 1984, حيث عمل بمهنة المحاماة في مصر ومن ثم انتقل إلى مدينة غزة للعمل بالمحاماة عام 1994., أنتخب نائب نقيب المحامين الفلسطينيين، والأمين العام لشبكة عون, بالإضافة إلى ممارستة المحاماة، كان له مواقف مدافع عن المحامين في غزة وعن حقوقهم وسلامتهم وخاصة من تجاوزات بعض رجال الشرطة. مثل نقابة المحامين في العديد من المؤتمرات وهو عضو في الهيئة الإسلامية العالمية للمحامين التابعة لرابطة العالم الإسلامي في مكة المكرمة.